# Колганов, Венедикт Иванович
Венедикт Иванович Колганов (род. 28 марта 1930) — советский учёный, горный инженер по эксплуатации нефтяных и газовых установок. Лауреат Ленинской премии 1966 года.

## Биография
Родился 28 марта 1930 года.
В 1954 году окончил нефтетехнологический факультет Куйбышевского индустриального института.
С 1954 года начал работать в институте «Гипровостокнефть», с 1961 года — заведующий лабораторией.
Кандидат технических наук (1961).

## Награды
- Ленинская премия (1966);
- Заслуженный геолог РСФСР (1986).